# Населення Гвінеї
Населення Гвінеї. Чисельність населення країни 2015 року становила 11,780 млн осіб (76-те місце у світі). Чисельність гвінейців стабільно збільшується, народжуваність 2015 року становила 35,74 ‰ (21-ше місце у світі), смертність — 9,46 ‰ (55-те місце у світі), природний приріст — 2,63 % (18-те місце у світі) . 

## Природний рух

### Відтворення
Народжуваність в Гвінеї, станом на 2015 рік, дорівнює 35,74 ‰ (21-ше місце у світі). Коефіцієнт потенційної народжуваності 2015 року становив 4,88 дитини на одну жінку (18-те місце у світі). Рівень застосування контрацепції 5,6 % (станом на 2012 рік). Середній вік матері при народженні першої дитини становив 19 років, медіанний вік для жінок — 20—24 роки (оцінка на 2012 рік).
Смертність в Гвінеї 2015 року становила 9,46 ‰ (55-те місце у світі).
Природний приріст населення в країні 2015 року становив 2,63 % (18-те місце у світі).

### Вікова структура

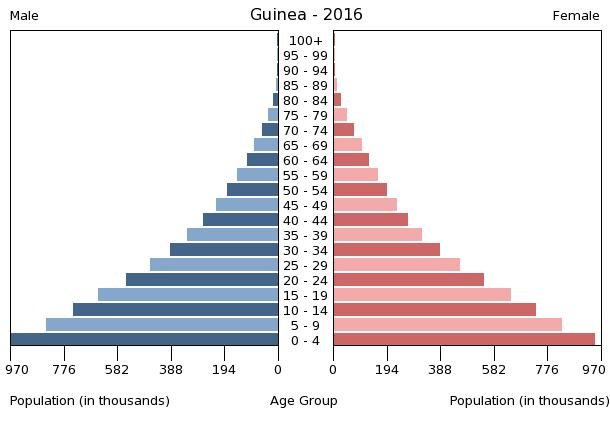
Віково-статева піраміда населення Гвінеї, 2016 рік

Середній вік населення Гвінеї становить 18,8 року (204-те місце у світі): для чоловіків — 18,6, для жінок — 19,1 року. Очікувана середня тривалість життя 2015 року становила 60,08 року (198-ме місце у світі), для чоловіків — 58,55 року, для жінок — 61,66 року.
Вікова структура населення Гвінеї, станом на 2015 рік, виглядає таким чином:
- діти віком до 14 років — 41,87 % (2 491 593 чоловіки, 2 440 933 жінки);
- молодь віком 15—24 роки — 19,6 % (1 165 462 чоловіки, 1 143 021 жінка);
- дорослі віком 25—54 роки — 30,46 % (1 799 050 чоловіків, 1 789 061 жінка);
- особи передпохилого віку (55—64 роки) — 4,45 % (250 531 чоловік, 273 756 жінок);
- особи похилого віку (65 років і старіші) — 3,62 % (188 469 чоловіків, 238 284 жінки)[1].

### Шлюбність— розлучуваність
Середній вік, коли чоловіки беруть перший шлюб, дорівнює 24,6 року, жінки — 16,5 року, загалом — 20,6 року (дані за 2005 рік).

## Розселення
Густота населення країни 2015 року становила 51,3 особи/км² (168-ме місце у світі).

### Урбанізація
Гвінея середньоурбанізована країна. Рівень урбанізованості становить 37,2 % населення країни (станом на 2015 рік), темпи зростання частки міського населення — 3,82 % (оцінка тренду за 2010—2015 роки).
Головні міста держави: Конакрі (столиця) — 1,936 млн осіб (дані за 2015 рік).

### Міграції
Річний рівень еміграції 2015 року становив 0 ‰ (95-те місце у світі). Цей показник не враховує різниці між законними і незаконними мігрантами, між біженцями, трудовими мігрантами та іншими.

#### Біженці й вимушені переселенці
Станом на 2015 рік, у країні постійно перебуває 6,67 тис. біженців з Кот-д'Івуару.
Гвінея є членом Міжнародної організації з міграції (IOM).

## Расово-етнічний склад
| Етнічний склад (2012 рік) | Етнічний склад (2012 рік) | Етнічний склад (2012 рік) | Етнічний склад (2012 рік) | Етнічний склад (2012 рік) |
| ------------------------- | ------------------------- | ------------------------- | ------------------------- | ------------------------- |
| Етнос:                    |                           |                           | Відсоток:                 |                           |
| фулані                    | фулані                    |                           | 33.9%                     | 33.9%                     |
| мандінка                  | мандінка                  |                           | 31.1%                     | 31.1%                     |
| сусу                      | сусу                      |                           | 19.1%                     | 19.1%                     |
| кпелле                    | кпелле                    |                           | 6%                        | 6%                        |
| кіссі                     | кіссі                     |                           | 4.7%                      | 4.7%                      |
| лома                      | лома                      |                           | 2.6%                      | 2.6%                      |
| інші                      | інші                      |                           | 2.7%                      | 2.7%                      |

Головні етноси країни: фулані — 33,9 %, мандінка — 31,1 %, сусу — 19,1 %, кпелле — 6 %, кіссі — 4,7 %, лома — 2,6 %, інші — 2,7 % населення (оціночні дані за 2012 рік).

## Мови
| Мови Гвінеї (2015 рік) | Мови Гвінеї (2015 рік) | Мови Гвінеї (2015 рік) | Мови Гвінеї (2015 рік) | Мови Гвінеї (2015 рік) |
| ---------------------- | ---------------------- | ---------------------- | ---------------------- | ---------------------- |
| Мова:                  |                        |                        | Відсоток:              |                        |
| французька             | французька             |                        | %                      | %                      |
| інші                   | інші                   |                        | %                      | %                      |

Офіційна мова: французька. Інші поширені мови: різні африканські мови.

## Релігії
| Релігії в Гвінеї (2012 рік) | Релігії в Гвінеї (2012 рік) | Релігії в Гвінеї (2012 рік) | Релігії в Гвінеї (2012 рік) | Релігії в Гвінеї (2012 рік) |
| --------------------------- | --------------------------- | --------------------------- | --------------------------- | --------------------------- |
| Віросповідання:             |                             |                             | Відсоток:                   |                             |
| мусульмани                  | мусульмани                  |                             | 86.7%                       | 86.7%                       |
| християни                   | християни                   |                             | 8.9%                        | 8.9%                        |
| атеїсти                     | атеїсти                     |                             | 4.4%                        | 4.4%                        |

Головні релігії й вірування, які сповідує, і конфесії та церковні організації, до яких відносить себе населення країни: іслам — 86,7 %, християнство — 8,9 %, анімізм та інші, не сповідують жодної — 4,4 % (станом на 2012 рік).

## Освіта
Рівень письменності 2015 року становив 30,4 % дорослого населення (віком від 15 років): 38,1 % — серед чоловіків, 22,8 % — серед жінок.
Державні витрати на освіту становлять 3,5 % ВВП країни, станом на 2013 рік (156-те місце у світі). Середня тривалість освіти становить 9 років, для хлопців — до 10 років, для дівчат — до 8 років (станом на 2014 рік).

## Охорона здоров'я
Забезпеченість лікарями в країні на рівні 0,1 лікаря на 1000 мешканців (станом на 2005 рік). Забезпеченість лікарняними ліжками в стаціонарах — 0,3 ліжка на 1000 мешканців (станом на 2011 рік). Загальні витрати на охорону здоров'я 2014 року становили 5,6 % ВВП країни (102-ге місце у світі).
Смертність немовлят до 1 року, станом на 2015 рік, становила 53,43 ‰ (30-те місце у світі); хлопчиків — 56,26 ‰, дівчаток — 50,52 ‰. Рівень материнської смертності 2015 року становив 679 випадків на 100 тис. народжень (13-те місце у світі).
Гвінея входить до складу ряду міжнародних організацій: Міжнародного руху (ICRM) і Міжнародної федерації товариств Червоного Хреста і Червоного Півмісяця (IFRCS), Дитячого фонду ООН (UNISEF), Всесвітньої організації охорони здоров'я (WHO).

### Захворювання
Потенційний рівень зараження інфекційними хворобами в країні дуже високий. Найпоширеніші інфекційні захворювання: діарея, гепатит А, черевний тиф, малярія, гарячка денге, жовта гарячка, шистосомози, гарячка Ласса, сказ (станом на 2016 рік).
2014 року зареєстровано 118,0 тис. хворих на СНІД (40-ве місце в світі), це 1,55 % населення в репродуктивному віці 15—49 років (33-тє місце у світі). Смертність 2014 року від цієї хвороби становила 3,8 тис. осіб (39-те місце у світі).
Частка дорослого населення з високим індексом маси тіла 2014 року становила 5,9 % (165-те місце у світі); частка дітей віком до 5 років зі зниженою масою тіла становила 18,7 % (оцінка на 2012 рік). Ця статистика показує як власне стан харчування, так і наявну/гіпотетичну поширеність різних захворювань.

### Санітарія
Доступ до облаштованих джерел питної води 2015 року мало 92,7 % населення в містах і 67,4 % в сільській місцевості; загалом 76,8 % населення країни. Відсоток забезпеченості населення доступом до облаштованого водовідведення (каналізація, септик): у містах — 34,1 %, у сільській місцевості — 11,8 %, загалом по країні — 20,1 % (станом на 2015 рік). Споживання прісної води, станом на 2005 рік, дорівнює 0,55 км³ на рік, або 64,3 тонни на одного мешканця на рік: з яких 39 % припадає на побутові, 10 % — на промислові, 51 % — на сільськогосподарські потреби.

## Соціально-економічне становище
Співвідношення осіб, що в економічному плані залежать від інших, до осіб працездатного віку (15—64 роки) загалом становить 83,8 % (станом на 2015 рік): частка дітей — 78,2 %; частка осіб похилого віку — 5,6 %, або 17,8 потенційно працездатного на 1 пенсіонера. Загалом ці показники характеризують рівень потреби державної допомоги в секторах освіти, охорони здоров'я і пенсійного забезпечення, відповідно. За межею бідності 2006 року перебувало 47 % населення країни. Розподіл доходів домогосподарств у країні виглядає таким чином: нижній дециль — 2,7 %, верхній дециль — 30,3 % (станом на 2007 рік).
Станом на 2013 рік, у країні 8,7 млн осіб не має доступу до електромереж; 26 % населення має доступ, у містах цей показник дорівнює 53 %, у сільській місцевості — 11 %. Рівень проникнення інтернет-технологій надзвичайно низький. Станом на липень 2015 року в країні налічувалось 554 тис. унікальних інтернет-користувачів (156-те місце у світі), що становило 4,7 % загальної кількості населення країни.

### Трудові ресурси
Загальні трудові ресурси 2015 року становили 5,24 млн осіб (77-ме місце у світі). Зайнятість економічно активного населення у господарстві країни розподіляється таким чином: аграрне, лісове і рибне господарства — 76 %; промисловість, будівництво і сфера послуг — 24 % (станом на 2006 рік). 571,77 тис. дітей у віці від 5 до 14 років (25 % загальної кількості) 2003 року були залучені до дитячої праці. Дані про рівень безробіття серед працездатного населення країни, станом на 2015 рік, серед молоді у віці 15—24 років ця частка становила 1 %, серед юнаків — 1,5 %, серед дівчат — 0,6 %

## Кримінал

### Торгівля людьми
Згідно зі щорічною доповіддю про торгівлю людьми (англ. Trafficking in Persons Report) Управління з моніторингу та боротьби з торгівлею людьми Державного департаменту США, уряд Гвінеї докладає значних зусиль у боротьбі з явищем примусової праці, сексуальної експлуатації, незаконною торгівлею внутрішніми органами, але не повною мірою, країна перебуває у списку спостереження другого рівня.

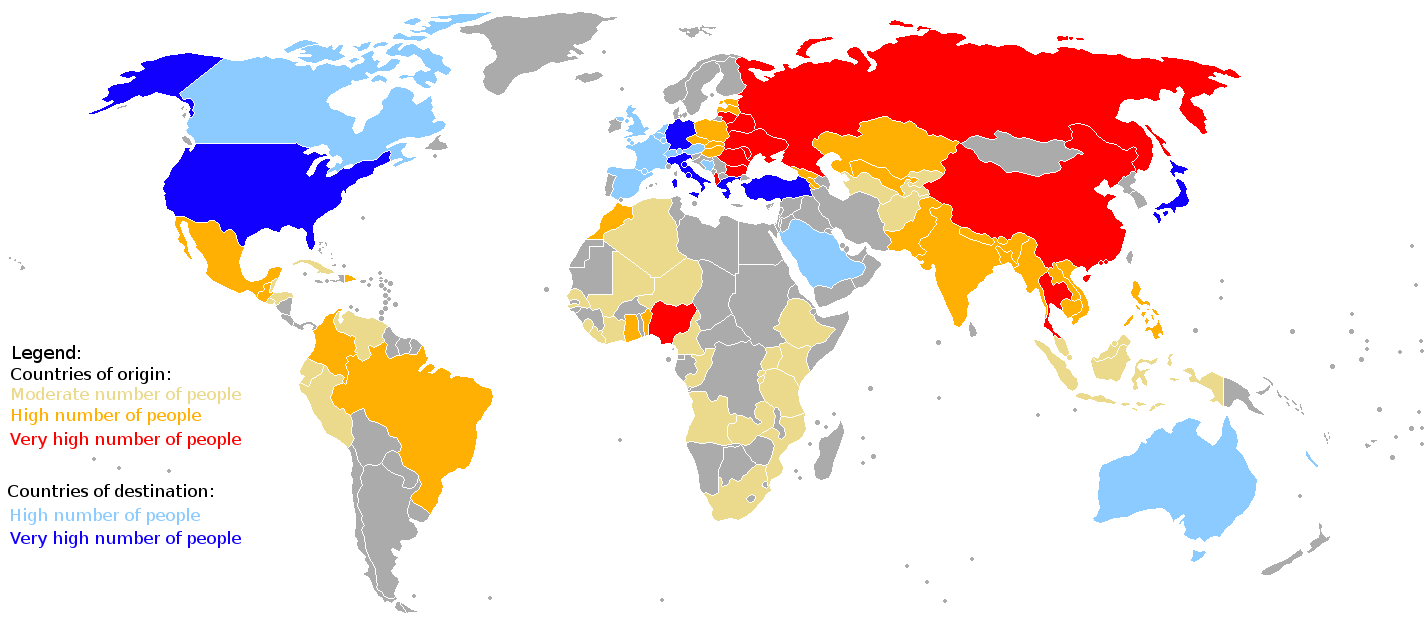
Країни-донори (червоний) і країни-реципієнти кримінальних потоків  (англ.)
Глобальна боротьба з торгівлею людьми (англ.)

## Гендерний стан
Статеве співвідношення (оцінка 2015 року):
- при народженні — 1,03 особи чоловічої статі на 1 особу жіночої;
- у віці до 14 років — 1,02 особи чоловічої статі на 1 особу жіночої;
- у віці 15—24 років — 1,02 особи чоловічої статі на 1 особу жіночої;
- у віці 25—54 років — 1,01 особи чоловічої статі на 1 особу жіночої;
- у віці 55—64 років — 0,92 особи чоловічої статі на 1 особу жіночої;
- у віці старше за 64 роки — 0,79 особи чоловічої статі на 1 особу жіночої;
- загалом — 1 особи чоловічої статі на 1 особу жіночої[1].

## Демографічні дослідження
Демографічні дослідження у країні ведуться рядом державних і наукових установ:

### Українською
- Атлас. 10—11 клас. Економічна і соціальна географія світу / упорядники :  О. Я. Скуратович, Н. І. Чанцева. — К. : ДНВП «Картографія», 2010. — ISBN 978-966-475-639-3.
- Атлас світу / голов. ред. І. С. Руденко ; зав. ред. В. В. Радченко ; відп. ред. О. В. Вакуленко. — К. : ДНВП «Картографія», 2005. — 336 с. — ISBN 9666315467.
- Безуглий В. В. Економічна і соціальна географія зарубіжних країн : Навчальний посібник. — К. : ВЦ «Академія», 2007. — 704 с. — ISBN 978-966-580-239-6.
- Безуглий В. В., Козинець С. В. Регіональна економічна і соціальна географія світу : Навчальний посібник. — видання 2-ге, доп., перероб. — К. : ВЦ «Академія», 2007. — 688 с. — ISBN 966-580-144-9.
- Головченко В. І., Кравчук О. Країнознавство: Азія, Африка, Латинська Америка, Австралія і Океанія. — К., 2006. — 335 с. — ISBN 966-8939-04-2.
- Гудзеляк І. І. Географія населення: Навчальний посібник / І. Гудзеляк. — Л. : Видавничий центр ЛНУ імені Івана Франка, 2008. — 232 с. — ISBN 978-966-613-599-8.
- Дахно І. І. Країни світу: Енциклопедичний довідник / І. І. Дахно, С. М. Тимофієв. — К. : Мапа, 2011. — 606 с. — (Бібліотека нового українця) — ISBN 978-966-8804-23-6.
- Дахно І. І. Економічна географія зарубіжних країн : навчальний посібник. — К. : Центр учбової літератури, 2014. — 319 с. — ISBN 978-611-01-0682-5.
- Джаман В. О. Регіональні системи розселення: демографічні аспекти. — Чернівці : Рута, 2003. — 392 с. — ISBN 9665685988.
- Дорошенко Л. С. Демографія: Навчальний посібник. — К. : МАУП, 2005. — 112 с. — ISBN 966-608-442-2.
- Дубович І. А. Країнознавчий словник-довідник. — 5-те вид., перероб. і доп. — К. : Знання, 2008. — 839 с. — ISBN 978-966-346-330-8.
- Економічна і соціальна географія країн світу. Навчальний посібник / За ред. Кузика С. П. — Л. : Світ, 2002. — 672 с. — ISBN 966-603-178-7.
- Загальна медична географія світу / В. О. Шевченко [та ін.] — К. : [б.в.], 1998. — 178 с.
- Книш М. М., Мамчур О. І. Регіональна економічна і соціальна географія світу (Латинська Америка та Карибські країни, Африка, Азія, Океанія) : навч. посіб. — Л. : ЛНУ ім. Івана Франка, 2013. — 368 с. — ISBN 978-617-10-0007-0.
- Крисаченко В. С. Динаміка населення: Популяційні, етнічні та глобальні виміри. — К. : Видавництво Національного інституту стратегічних досліджень, 2005. — 368 с. — ISBN 966-554-083-1.
- Любіцева О. О., Мезенцев К. В., Павлов С. В. Географія релігій. — К. : АртЕК, 1999. — 504 с. — ISBN 966-505-006-0.
- Масляк П. О. Країнознавство. — К. : Знання, 2007. — 292 с. — (Вища освіта XXI століття)
- Масляк П. О., Дахно І. І. Економічна і соціальна географія світу / П. О. Масляк, І. І. Дахно ; за ред. П. О. Масляка. — К. : Вежа, 2003. — 280 с. — ISBN 966-7091-53-8.

### Російською
- (рос.) Гвинея // Демографический энциклопедический словарь / главн. ред. Валентей Д. И. — М. : Советская энциклопедия, 1985. — 608 с.
- (рос.) Гвинея // Африка: энциклопедический справочник [в 2-х тт.] / гл. ред. А. А. Громыко. — М. : Советская энциклопедия, 1986. — Т. 1. — 672 с.
- (рос.) Гвинея // Страны и народы. Африка. Западная и Центральная Африка / Редкол. : М. Б. Горнунг, Г. Б. Старушенко (отв. ред.) и др. — М. : «Мысль», 1979. — 301 с. — (Страны и народы) — 180 тис. прим.
- (рос.) Атлас народов мира / Отв. ред. С. И. Брук и В. С. Апенченко. — М. : ГУГК ГГК СССР и Институт этнографии им. Н. Н. Миклухо-Маклая АН СССР, 1964. — 185 с. — 20 тис. прим.
- (рос.) Численность и расселение народов мира. Этнографические очерки / под ред. С. И. Брука. — М. : Издательство АН СССР, 1962. — 487 с.
- (рос.) Лаппо Г. М. География городов: Учебное пособие для географических факультетов вузов. — М. : Туманит, изд. центр ВЛАДОС, 1997. — 476 с. — ISBN 5-691-00047-0.
- (рос.) Ягельский А. География населения. — М. : Прогресс, 1980. — 383 с.